# 모리셔스의 국장

모리셔스의 국장

모리셔스의 국장은 모리셔스를 상징하는 문장으로, 국장 가운데에는 네 개의 작은 공간으로 나뉜 방패가 그려져 있다.
방패 왼쪽 상단에는 파란색 바탕에 노란색 선박이 그려져 있으며, 방패 오른쪽 상단에는 노란색 바탕에 세 그루의 초록색 야자나무가 그려져 있다.
방패 왼쪽 하단에는 노란색 바탕에 세로 방향으로 놓인 빨간색 열쇠가 그려져 있으며, 방패 오른쪽 하단에는 파란색 바탕에 하얀색 별과 산이 그려져 있다.
방패 양쪽에는 사탕수수가 그려져 있으며, 왼쪽에는 도도가, 오른쪽에는 수록이 감싸고 있다.
국장 아래쪽에 있는 리본에는 모리셔스의 나라 표어인 "인도양의 별과 열쇠" ("Stella Clavisque Maris Indici") 라는 문구가 라틴어로 쓰여 있다.